# Ducato di Parma (Longobardi)

Italia bizantina e longobarda

Il Ducato di Parma fu uno dei ducati istituiti dai Longobardi in Italia. Scarse le informazioni sulle sue vicende interne, e incerta perfino la data dell'istituzione del ducato; è possibile che risalga tanto alle fasi della prima penetrazione longobarda dell'area, negli anni Settanta-Ottanta del VI secolo, quanto all'indomani della conquista definitiva della città da parte dei Longobardi, condotta da re Agilulfo nel 593.

## Storia
Con la conquista longobarda, la Regio VIII Aemilia istituita dai Romani si trovò divisa in due; da una parte Piacenza, Parma, Reggio Emilia e Modena (tutti ducati longobardi), e dall'altra, da Ravenna a Bologna, città bizantine (quest'ultima viene persa nel 728 assieme ad Imola).
A Parma, sul finire del VI secolo, risiedeva una figlia del re Agilulfo, sposa del notabile locale Gudescalco (forse già duca). Nel 590 un'incursione bizantina, forte di nuove armate inviate dall'Impero e guidata dal patrizio Gallicino, riportò le città di Modena e Mantova  sotto il controllo dell'Esarcato d'Italia ottenendo contemporaneamente la sottomissione dei duchi di Parma, Reggio e Piacenza. A quest'epoca risale un tentativo di defezione verso l'Impero bizantino dei duchi di Parma, Piacenza e Reggio, che passarono al servizio dell'esarca Romano in cambio di una mercede.
Probabilmente nel 599 i Longobardi riuscirono a riconquistare Parma, ma nel 601 un'altra incursione bizantina guidata da Gallicino riuscì a catturare la principessa e Gudescalco che furono condotti prigionieri a Ravenna. Nel 603, Agilulfo riuscì a passare al contrattacco e a riconquistare definitivamente Parma, dove la figlia poté fare ritorno per morirvi, poco dopo, di parto.
A partire da quella data non sono più state tramandate testimonianze certe sulla sopravvivenza dell'istituto ducale a Parma, tanto che alcuni storici hanno ipotizzato che la città non ebbe più duchi ma fosse governata da un gastaldo di nomina regia, ossia un semplice amministratore, diventando territorialmente dipendente dal re; tuttavia, mancando altre conferme il dato, per quanto plausibile, resta una congettura.
Nel 773 Carlo Magno, re dei Franchi, occupò Parma, scendendo verso Roma. La città divenne una contea carolingia. Con la sconfitta dei Longobardi da parte dei Franchi, i ducati longobardi furono sostituiti da comitati franchi sui quali esercitarono il potere prima i conti e poi, fra il IX e il X secolo, i vescovi; furono infatti concessi immunità e privilegi ai vescovi di Parma, Piacenza e Reggio.

### Fonti primarie
- Paolo Diacono, Historia Langobardorum (Storia dei Longobardi, Lorenzo Valla/Mondadori, Milano, 1992), IV, 20-28.

### Letteratura storiografica
- Ireneo Affò, Storia della città di Parma, Parma, Carmignani, 1792-1795, SBN TO00012456.
- Claudio Azzara, Parma nell'Emilia longobarda (PDF), in Reti Medievali, V, 2004/1 (gennaio-giugno). URL consultato il 17 settembre 2008 (archiviato dall'url originale il 3 maggio 2005).
- Ferdinando Bernini, Storia di Parma, Parma, Battei, 1954, SBN MIL0254803.
- Marzio Dall'Acqua e Marzio Lucchesi, Parma città d'oro, Parma, Albertelli, 1979, SBN SBL0339399.
- Jörg Jarnut, Storia dei Longobardi, traduzione di Paola Guglielmotti, Torino, Einaudi, 2002, ISBN 88-06-13658-5.